# Tephrina falsaria
Tephrina falsaria är en fjärilsart som beskrevs av Walker 1862. Tephrina falsaria ingår i släktet Tephrina och familjen mätare. Inga underarter finns listade i Catalogue of Life.